# Isla Bonaventure
La isla Bonaventure es una isla canadiense en el golfo de San Lorenzo que se encuentra a 3,5 km de la costa sur de la península de Gaspe, en la provincia de Quebec, al sudeste y a 5 km del pueblo de Percé. De forma casi circular, tiene una superficie de 4,16 km².

## Historia

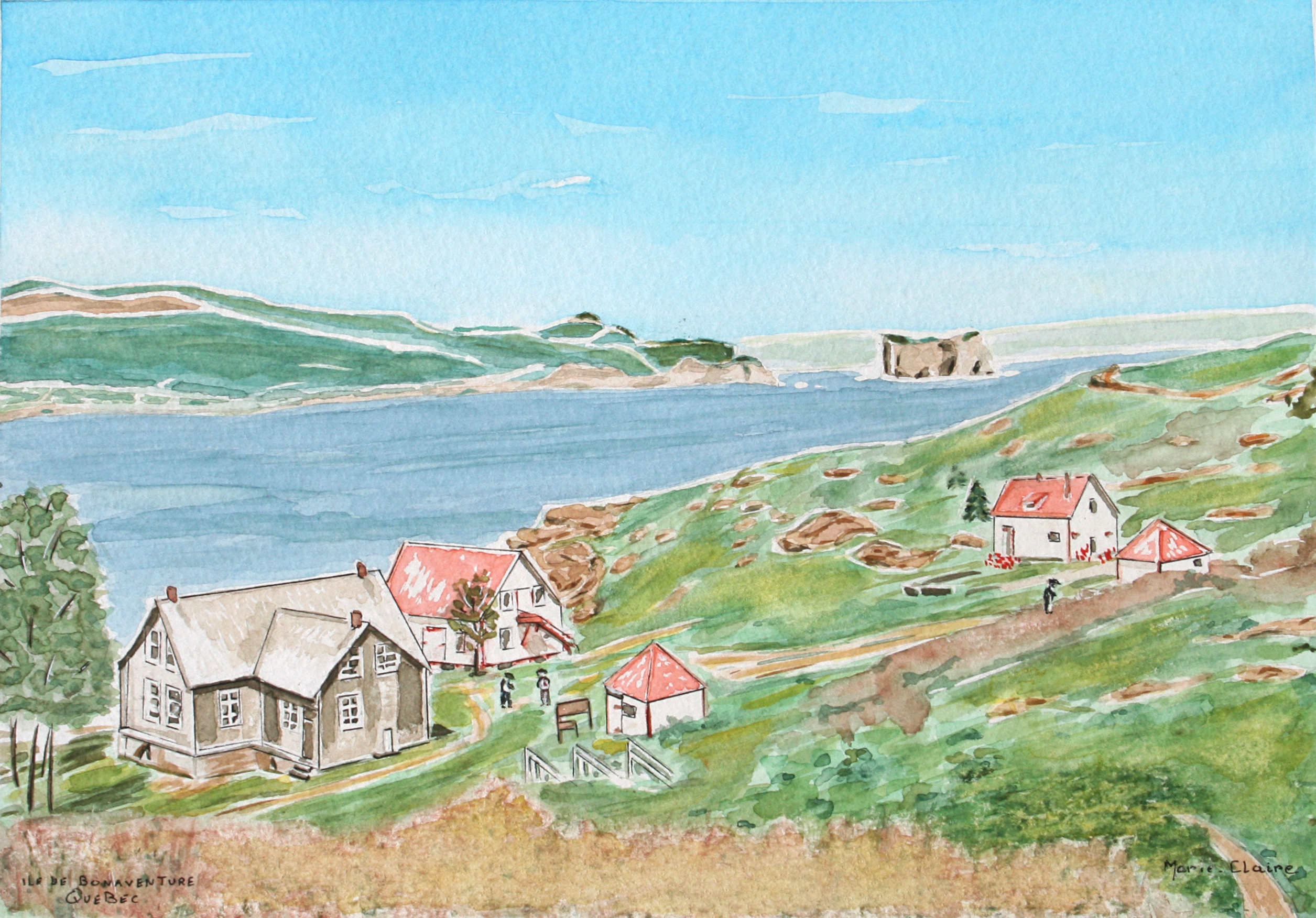
Isla Bonaventura.

La isla Bonaventure, junto con Percé, fue uno de los puertos pesqueros a principios de época de la Nueva Francia, y se asoció con el linaje de Denys Nicolás. La isla se convirtió en un santuario de aves migratorias en 1919 debido a la Convención sobre Aves Migratorias de 1916 entre Canadá y Estados Unidos. La provincia de Quebec adquirió la propiedad de toda la isla en 1971 y más tarde se agrupó junto con la Roca Percé en el parque nacional de la isla Bonaventure y el peñasco Percé (Parc national de l'Île-Bonaventure-et-du-Rocher-Percé) en 1985. Es uno de los refugios de aves más grande y más accesibles del mundo, con más de 280 000 aves, la isla Bonaventure es además un importante destino turístico con excursiones en barco y por la isla de mayo a octubre.
El portaaviones HMCS Bonaventure fue nombrado así en honor a esta isla.